# Gerra sophocles
Gerra sophocles är en fjärilsart som beskrevs av Dyar 1912. Gerra sophocles ingår i släktet Gerra och familjen nattflyn. Inga underarter finns listade i Catalogue of Life.